# Шаров, Василий Степанович
Василий Степанович Шаров (род. 25 декабря 1863 — ум. 4 июня 1920) — генерал-майор, герой Первой мировой войны, участник Гражданской войны в России.

## Биография
Родился 25 декабря 1863 года в Вольске (Саратовская губерния), происходил из мещан. Образование получил в Казанском пехотном юнкерском училище, из которого выпущен 28 февраля 1888 года подпоручиком в 95-й пехотный резервный батальон. В 1900 году произведён в капитаны.
В рядах 282-го пехотного Черноярского полка Шаров принимал участие в русско-японской войне, был контужен. В 1905 году за боевые отличия был произведён в подполковники. Также за эту кампанию он был награждён орденами св. Станислава 3-й степени с мечами (в 1904 году), св. Анны 4-й степени (12 октября 1905 года), св Анны 3-й степени с мечами и бантом (в 1905 году), св. Станислава 2-й степени с мечами (в 1906 году) и св. Анны 2-й степени с мечами (в 1906 году?).
С 1906 года был начальником хозяйственной части 195-го пехотного Оровайского полка, затем командовал 2-м батальоном этого полка. В 1909 году числился в 214-м пехотном резервном Мокшанском полку.
В конце весны 1914 года произведён в полковники. 19 июля 1914 года назначен командиром 108-го запасного пехотного батальона в Екатеринбурге. C 30 июня 1915 года был временно исполняющим обязанности командира Оровайского полка.
14 сентября 1915 года Шаров был назначен командиром третьеочередного 504-го пехотного Верхнеуральского полка и летом 1916 года отличился при наступлении Юго-Западного фронта. Высочайшим приказом от 25 ноября 1916 года награждён орденом св. Георгия 4-й степени
За бой на реке Липе 3 июля 1916 года.
1 июля 1917 года Шаров за боевые отличия был произведён в генерал-майоры. Среди прочих наград за Первую мировую войну он имел орден св. Владимира 3-й степени с мечами (8 сентября 1916 года).
После Октябрьской революции Шаров ещё некоторое время находился в армии. В феврале 1918 года, после расформирования старых полков русской императорской армии, Шаров был уволен и уехал в Самару. Там он заболел тифом.
По выздоровлении он перебрался в Омск и 1 августа 1918 года зачислен в резерв чинов при штабе Западно-Сибирского военного округа, вскоре был назначен начальником гарнизона Новониколаевска. Осенью он получил в командование 2-ю бригаду 2-й Сибирской стрелковой дивизии. Участвовал в боях с Красной армией на Среднем Урале и находился при взятии Перми, после чего был временным начальником Пермского гарнизона..
В Перми Шаров формировал 1-ю Пермскую стрелковую дивизию, а с мая 1919 года был начальником 16-й Сибирской стрелковой дивизии в составе 1-го Средне-Сибирского армейского корпуса Северной группы войск генерал-лейтенанта А. Н. Пепеляева. 20 июля 1919 года назначен командующим Северной группы войск 1-й армии, затем состоял генералом для поручений при штабе 1-й армии.
25 декабря 1919 года под Красноярском был захвачен в плен, однако вскоре освобождён и проживал в Красноярске как частное лицо. 4 февраля 1920 года при прохождении регистрации бывших офицеров был арестован и заключён в тюрьму. Следственной комиссией особого отдела 5-й армии РККА признан виновным в том, что «являлся противником РСФСР и служил в армии Колчака, где занимал разные ответственные должности». Комиссия направила дело «вместе с личностью обвиняемого» в распоряжение уполномоченного ВЧК по Сибири в Омск. Расстрелян в Омске 4 июня 1920 года.